# عمه عاطفي اجتماعي
العمه العاطفي الاجتماعي، المعروف أيضًا باسم العمه العاطفي أو العمه التعبيري: هو عدم القدرة على فهم التعبيرات الوجهية ولغة الجسد ونبرة الصوت. المصاب بهذا الاضطراب غير قادر على فهم مشاعر الآخرين في المواقف الاجتماعية، ما يحد من تفاعله الاجتماعي الطبيعي. تُسبب هذه الحالة حدوث عمى وظيفي للإشارات العاطفية الاجتماعية الخفية غير اللفظية في الصوت والإيماءات والتعابير الوجهية. يواجه المصابون بهذا النوع من العمه صعوبة في تحديد الأهمية الدافعية والعاطفية للأحداث الاجتماعية الخارجية والتعرف إليها، يبدو هؤلاء الأشخاص بلا عاطفة وعمهيّون (الارتياب والتردد العام بشأن أمر ما). تختلف أعراض هذا النوع من العمه تبعًا للمنطقة المصابة في الدماغ. يصيب العمه العاطفي الاجتماعي عادةً مرضى الفصام ومرضى التوحد. يصعب تفريقه عن اللامفرداتية، ووجد أنهما يترافقان.

## الصورة السريرية

### مشاكل متعلقة بالعلاقات
يترافق تأذي الناحية الصدغية اليمنى في الدماغ عند البشر مع عدم القدرة على التعرف على وجوه الأحبة والأصدقاء والحيوانات الأليفة (يُعتبر شكلًا من أشكال عمه التعرف على الوجوه). تحد هذه الحالة من القدرة على التفاعل الملائم مع الأشخاص المألوفين، ما قد يدمر العلاقات الشخصية إلى حد كبير. قد ينأى الأشخاص الذين يعانون من العمه العاطفي الاجتماعي عن التفاعل مع الآخرين ويفضلون العزلة. يتأثر سلوك الأم أيضًا بشكل بالغ، فتعجز الأمهات عن التعرف على أبنائهن. عند الأطفال، لوحظ العجز عن تقليد التفاعلات الاجتماعية للأقران والاستجابة لها. ووجد أن الأطفال المصابين بهذا العمه يعانون من فرط النشاط، ويزداد ميلهم إلى اكتشاف الأشياء باستخدام أفواههم، وهذا أحد الأعراض الشائعة لمتلازمة كلوفر بوسي.

## الأسباب
يرجع العمه العاطفي الاجتماعي بشكل رئيس إلى الأداء المعيب في منطقة محددة من الدماغ تسمى اللوزة. يوجد هذا العمه عادةً فقط عند الأشخاص المصابين بتأذي اللوزة ثنائي الجانب؛ أي تضرر اللوزة في نصفي الكرة المخية. قد تترافق هذه الإصابة مع أذية في الفص الصدغي الأيمن أو تأذي الفص الصدغي في الجانبين. يؤدي خلل وظيفة اللوزة إلى عدم القدرة على اختيار السلوكيات الملائمة في سياق اجتماعي ما. يمكن أن تشمل الأعراض انخفاض العدوانية والخوف والتنافسية والسيطرة الاجتماعية. يجد المصابون بالعمه العاطفي الاجتماعي صعوبة في تمييز المعنى العاطفي للأشياء والأهمية وراءها، ما يؤدي إلى فقدان الشغف والألفة. يرتبط تأذي اللوزة ثنائي الجانب أيضًا بغياب الاستجابة الاجتماعية، ما يؤدي إلى تجنب التفاعلات الاجتماعية وتفضيل العزلة عن أفراد النوع. تشير الدلائل إلى أن تأذي اللوزة والجهاز الحوفي (وبالتحديد السبيل اللوزي الوطائي) يؤدي إلى فقدان القدرة الأساسية على التعرف على الحالة النفسية للآخرين وتفسيرها، وهي قدرة مهمة جدًا في التفاعلات الاجتماعية. تثير اللوزة ذكريات عاطفية ذات خصوصية عالية، ويسبب فقدان هذه الوظيفة قصورًا عاطفيًا، ونقصًا عامًا في العاطفة عند تلقي محفزات مختلفة. لوحظ فرط الرغبة الجنسية أيضًا عند الأشخاص الذين يعانون من انقطاع في السبيل اللوزي الوطائي. وظهر أن صرع الفص الصدغي يسبب ضررًا ثنائي الجانب في اللوزة ما قد يؤدي إلى أعراض تشبه أعراض العمه العاطفي الاجتماعي، لكن العلاقة الدقيقة بين هذين الاضطرابين مازالت غير معروفة.

## التشخيص

### التصنيف
يوضع تشخيص الاضطراب العاطفي الاجتماعي عمومًا باستخدام اختبارين، اختبار «فو با» من الفرنسية وتعني «خطوة خاطئة» واختبار القصص الغريبة. يستخدم هذان الاختباران لكشف عيوب نظرية العقل، أي التعرف على الحالة النفسية للآخرين. يصعب على المصابين بالعمه العاطفي الاجتماعي إدراك الحالة العاطفية للآخرين. أظهرت الدراسات أن المصابين بأذية اللوزة يظهرون أداءً سيئًا في اختباري فو باك والقصص الغريبة.

### اختبار فو با «الخطوة الخاطئة»
يقيس اختبار الخطوة الخاطئة براعة الشخص الاجتماعية في مواقف معينة. الخطوة الخاطئة في هذا الاختبار هي قول أو فعل يسيء إلى شخص آخر عن طريق الخطأ. تُحكى للشخص أو المريض مواقف اجتماعية مختلفة ويُسأل بعدها إن تعرضت إحدى شخصيات القصة للإهانة في الموقف. يجد الشخص ذو المهارة الاجتماعية الضعيفة صعوبة في اكتشاف الخطوة الخاطئة التي ارتكبتها الشخصيات في القصة.

### اختبار القصص الغريبة
يُقيم الجانب العاطفي للعمه الاجتماعي العاطفي عادةً باختبار القصص الغريبة. تُقدم للشخص أو المريض مجموعتان من القصص: قصص اجتماعية تشير إلى الحالات العاطفية للأشخاص، وقصص جسدية تشير إلى سلوكيات جسدية. يجيب الأشخاص الذين يعانون من عجز في التعرف على الحالة العاطفية للآخرين بصورة غير صحيحة على الأسئلة المتعلقة بالقصص العاطفية، إلا أنهم يتمكنون من الإجابة على الأسئلة المتعلقة بالقصص الجسدية بصورة صحيحة. (هذا يعني أن فهمهم للقصة ليس معيبًا، ولكن فهمهم للحالة العاطفية للآخرين ضعيف).